# Pronoia
Pronoia (von altgriechisch πρόνοια prónoia „Vorausschau, Vorsicht, Fürsorge, Vorsorge“, Plural πρόνοιαι Pronoiai, von noûs „Verstand“) (auch οἰκονομία oikonomía oder posotes, Einkommen) war im späten byzantinischen Reich die Vergabe des Ertrages oder der Steuer (posotes) eines Landstückes an ein Individuum oder eine Gruppe von Personen, besonders als Entgelt für militärische Verpflichtungen. Das konnten die Abgaben und Arbeitsverpflichtungen (ἀγγαρήιαι angaréiai, gewöhnlich 12–24 Tage im Jahr) abhängiger Bauern (πάροικοι paroikoi), aber auch die Steuern von Fischteichen, Bergwerken, Mühlen oder Hafenanlagen sein. Da die Vergabe durch den Kaiser selbst erfolgte, waren die Empfänger wohl keine gewöhnlichen Beamten oder Soldaten, sondern müssen der Oberschicht oder sogar dem Adel zugerechnet werden.
Die betroffenen Höfe wurden στρατευούμενοι strateuoúmenoi, die entsprechenden Soldaten στατιῶται stratiõtai genannt. Die Dienstverpflichtung konnte anscheinend auch durch fremde Personen wahrgenommen werden. Der Pronoiar musste während eines Feldzuges selbst für seine Verpflegung aufkommen.

## Das frühe Pronoia-System
Im 11. Jahrhundert hatte der byzantinische Adel seine gesamte Macht verloren und klammerte sich stattdessen an Ehrentitel, die seinen Mitgliedern aufgrund ihrer Verwandtschaft zum Kaiser gegeben wurden. Diese Titel wurden oft genutzt, um Macht innerhalb der Regierung zu bekommen, die auch so groß werden konnte, dass sie dem Thron selbst gleichkam. In der Regierungszeit des Kaisers Konstantin IX. (1042–1055) begannen die Adligen dann damit, die Oberherrschaft in verschiedenen Teilen des Reiches zu beanspruchen, indem sie dort Steuern für sich selbst eintrieben und Aufstände gegen den Kaiser planten.
Im späten 11. Jahrhundert versuchte Alexios I. eine Adelsreform, bei der er Reichsland ohne Erblichkeit unter den Betroffenen verteilte, eine kompensatorische Maßnahme, mit der er den Adel darüber hinaus aus Konstantinopel entfernte, und es ihnen somit schwieriger machte, die Macht des Kaisers direkt herauszufordern. Dennoch gab es die meisten Pronoiai für die eigene Familie, die Komnenen. Mit dieser Maßnahme legitimierte Alexios den Landbesitz der Aristokraten und hielt ihn gleichzeitig unter zentrale Kontrolle.

## Pronoia im 12. Jahrhundert
Alexios Enkel Manuel I. (regierte 1143 bis 1180) führte die Vergabe von Land an die Aristokraten fort und weitete das System auf die aristokratischen Offiziere in der Armee aus, die er so entlöhnte, anstatt ihnen ein reguläres Gehalt zu zahlen. Pronoiai entwickelten sich zu einer Lizenz, von den Bürgern, die innerhalb der Grenzen des Gebiets lebten, den Paroikoi, Steuern zu erheben. Pronoiaren (diejenigen, denen eine Pronoia gegeben wurde) wurden so manchmal Steuereintreiber, die einen Teil der Einnahmen für sich behalten durften. 
In der älteren Forschung wurde bisweilen der Versuch unternommen, als eine Vorform der Pronoia die Themenverfassung anzusehen: Seit der Mitte des 7. Jahrhunderts war das Reich in Militärdistrikte (Themen) eingeteilt worden. Da deren Soldaten ab der Mitte des 8. Jahrhunderts auch Land als Ersatz für fehlende Soldzahlungen zuerkannt wurde, glaubte man, dass diese Soldatengüter (στατιώτικα κτήματα stratiṓtika ktḗmata) eine ähnliche Funktion wie in späterer Zeit das Pronoiasystem gehabt hätten. Allerdings hat die moderne Forschung diese These in weiten Teilen revidiert, da es keinen Beweis für die Einführung des Pronoiasystems vor dem 12. Jahrhundert gibt. Vielmehr waren die Familien der Soldatengüter im 8. Jahrhundert keineswegs dazu verpflichtet, Familienangehörige, die Soldaten waren, zu unterstützen. Wohl erst im 10. Jahrhundert wurde von staatlicher Seite die Militärpflicht von Inhabern solcher Güter rechtlich verbindlich eingefordert. In der zweiten Hälfte des 10. Jahrhunderts verfiel dieses System jedoch zunehmend. In der Forschung wird recht deutlich zwischen den Stratioten der Themenverfassung und den späteren Inhabern von Pronoiai unterschieden.
Jedenfalls waren die Paroikoi des Pronoia-Systems keine Leibeigenen wie die Bauern im feudalistischen Westeuropa. Sie schuldeten dem Strategos oder Pronoiaren keine Dienste und keine Treue, und in beiden Fällen war der Kaiser weiterhin der Besitzer des Bodens. Der Pronoiar stammte höchstwahrscheinlich nicht einmal aus dem Gebiet, das ihm gegeben worden war.
Größe und Wert der Pronoia, die Zahl der Paroikoi und die Pflichten, die sie schuldeten, waren in Praktika verzeichnet. Ein Pronoiar konnte wahrscheinlich Einnahmen aus dem Handel und Teile der Getreideernte an sich nehmen, Jagd- und Verkehrsrechte halten. Eine Praktika beinhaltete auch die Pflichten, die der Pronoiar dem Kaiser schuldete. Falls nötig, konnte der Kaiser Militärdienst einfordern, wobei der Pronoiar seine Steuerzahler nicht zwingen konnte, sich ihm anzuschließen. Pronoiare leisteten diesen Militärdienst oft widerwillig ab, wenn sie auf ihren Gütern im Wohlstand lebten, und sie waren auch in gewissem Sinne autonom, wenn sie sich entschieden, der Aufforderung keine Folge zu leisten. Wenn sie die Unterstützung ihrer Steuerzahler gewannen, konnten sie Aufstände gegen das Reich anführen, die jedoch nicht so gefährlich waren wie Aufstände in der Hauptstadt selbst, die Alexios mit seinem System erfolgreich vermeiden konnte. Weder Alexios, noch Manuel, noch die anderen Kaiser des 12. Jahrhunderts scheinen sich um diese Rebellionen in den Provinzen gesorgt zu haben, da sie anscheinend annahmen, dass eine Pronoia-Gabe den rebellischen Adligen schließlich befrieden würde. Noch während des Vierten Kreuzzugs dachte Kaiser Alexios IV. so, als er Kreta an Bonifatius von Montferrat gab in der Annahme, dass die Kreuzfahrer wieder gehen würden, sobald ihre Anführer etwas Land bekommen hätten.

## Pronoia unter den Palaiologen
Nachdem die Kreuzfahrer Konstantinopel 1204 erobert hatten, bestand das Pronoia-System im Kaiserreich Nikaia fort. Johannes III. Dukas Batatzes (regierte 1222–1254) gab Pronoia auch an die Kirche und adlige Frauen, was es zuvor nicht gegeben hatte. Als Michael VIII. Palaiologos (regierte 1259–1282) Konstantinopel 1261 zurückerobert hatte, wurden Pronoia erblich, was das Kaiserreich stärker zu einem Feudalstaat wie in Europa machte. Er ließ auch die Pronoia testieren, um ihren Wert den aktuellen Bedingungen gemäß realistisch festzustellen, zumal das Reich seit dem 11. Jahrhundert viel von seinem Land und Einkommen verloren hatte. Unter den Palaiologen konnten die Pronoiaren einfacher in militärischen Einheiten gebracht werden, wenn der Kaiser ihren Dienst wünschte. Der Kaiser konnte auch die Einkünfte aus einem beliebigen Grund konfiszieren. Andronikos III. (regierte 1328–1341) zum Beispiel setzte das von den Pronoiaren erhobene Geld ein, um seine Feldzüge gegen die Bulgaren zu finanzieren, forderte aber die Pronoiaren nicht selbst zum Militärdienst an. In dieser Zeit konnten Pronoiaren Anhänger um sich scharen, indem sie selbst ebenfalls Pronoiai vergaben.
Pronoiare zu rekrutieren, um eine Armee aufzustellen, war hilfreich, um die Reste des Reichs nach 1261 zu einen. Zu dieser Zeit gab es jedoch nur ein paar Tausend Pronoiare, mit denen der Kaiser, obwohl sie ihre Kosten selbst trugen, keine volle Armee oder Flotte bemannen konnte, um die Verteidigungsaufgaben zu erfüllen. Das verarmte Kaiserreich hatte ein sehr geringes Steueraufkommen, und Pronoiare begannen damit, den Paroikoi Pacht abzunehmen, womit sie zu dem alten System der Themen zurückkehrten.
Das Kaiserreich verlor weiterhin Land an die Osmanen, und Konstantinopel ging schließlich 1453 verloren – die Osmanen hingegen setzten in den von ihnen eroberten Gebieten das Pronoia-Systems in ihrer eigenen Version grundsätzlich fort, nachdem sie es von den Byzantinern während ihrer Eroberungen Gebiet für Gebiet übernommen hatten.
Im Serbien der Nemanjiden wurde das Pronoia-System als Pronija übernommen, die Pronijari waren meistens Soldatenbauern, die für ihren Militärdienst Land bekamen und aus dessen Einnahmen sie ihre Kriegsausstattung zu finanzieren hatten.

## Deutung
Für den berühmten russischen Byzantinisten Georg Ostrogorsky waren die Pronoia Anzeichen einer Feudalisierung der spätbyzantinischen Gesellschaft. Bartusius sieht die Pronoia dagegen eher als Pfründe an.